# Clara Jiménez Fernández
Clara Jiménez Fernández (Carmona, Andalusia, 5 d’abril de 1965) és un exjugadora de basquetbol andalusa.
Es formà en les categories inferiors del Centre Parroquial Sant Josep de Badalona. Debutà a la Primera divisió femenina amb el Club Bàsquet Betània-Patmos la temporada 1982-83 i posteriorment jugà amb el Club Bàsquet L'Hospitalet (1984-86) i El Masnou Basquetbol (1986-89), amb el qual guanyà una Lliga catalana (1988-89). Internacional amb la selecció espanyola absoluta en cinquanta-tres ocasions, participà als Campionats d'Europa de 1985 i 1987.